# 亀戸異臭事件
亀戸異臭事件（かめいどいしゅうじけん）とは、1993年（平成5年）6月28日と7月2日に東京都江東区亀戸で発生した事件。オウム真理教が起こした事件で、炭疽菌による生物兵器テロ未遂事件であった。
地下鉄サリン事件以降、一連のオウム事件が発覚した際にこの事件も捜査対象となったが、捜査機関からオウム真理教の手法では炭疽菌が生成できない不能犯であると認定され、刑事訴追されなかった。

## 事件のあらまし
1993年（平成5年）6月28日と7月2日の2回にわたって、亀戸の教団新東京総本部（宗教法人登記上の主たる事務所でもある）付近において、ヌカミソのような強烈な悪臭が漂った。
住民たちは異臭の発生源である教団新東京総本部に抗議した。教団は「儀式に使う薬品の調合に失敗した」と言い訳し、今後はこういうことはしないと約束した。

## 事件の真相
1995年（平成7年）の地下鉄サリン事件以降の一連の強制捜査にともない、この異臭事件がオウム真理教による炭疽菌を使用した生物兵器テロ未遂事件であったことが明らかになった。
麻原彰晃は炭疽菌による無差別テロを計画し、遠藤誠一に命じ炭疽菌を培養させた。そして豊田亨らが開発した「ウォーターマッハ」と呼ばれる噴霧装置を教団新東京総本部の屋上に設置し、麻原、村井秀夫の立会いの下で前後二回にわたり、外部に向けて炭疽菌を散布した。臭いをごまかすためシャネルの香水の素を混ぜていた。
麻原は、自分の行為が正しいことの根拠を今から示すなどと述べた上、仏典中に説かれている「五仏の法則」として、真理のためなら盗取、殺人、邪淫も肯定でき、結果のためには手段を選ばなくても構わないなどと説き、自ら噴霧装置のスイッチを押して周辺に培養菌を散布した。
しかし噴霧器の噴射が高圧であり菌が死滅したか、あるいはそもそも有毒菌ができていなかったためか、悪臭のみを漂わせるに止まったという。なお散布未遂事件の取りまとめ役だった上祐史浩の発言によれば、有毒菌ができなかった原因は、軍事用が入手できなかったことによって無毒なワクチン株から有毒菌を開発することを求められたためであるという。また上祐は著書において、防護に不備があったので、もし有毒菌生成に成功していたら実行側も死んでいたとしている。
ただし、炭疽菌培養の直接担当者である遠藤誠一は、無毒であることが最初からわかっていたという。遠藤は、「無毒株（ワクチン株）の炭疽菌を手に入れ、それを有毒株の形に遺伝子工学技術で変形させるだけであるため、科学的には有毒にはならない」と麻原に主張したにもかかわらず、麻原が根拠もなくそれを否定して製造を命じたので、麻原には実際に有毒なものを製造する意図はなく、弟子が合理的な判断を超えて麻原に従うように求める一種の精神的な訓練（オウム真理教でいう「マハームドラー」）であろうと思って行ったという（上祐は遠藤の弁護人から、遠藤の供述調書の中にこのように書かれていたものを見せられたと述べている）。
麻原は事件後、「この事件で亀戸住人の悪いカルマが落ちた。これによってこの人達は私との縁ができこの縁で未来世において救済される。その縁が逆縁であったとしても私との縁を作ることが大切だ」と語った。
この後、国会議事堂、皇居、「フリーメイソンの建物」とオウム真理教が見なしたもの、創価学会、東京タワー、横浜、霞ヶ関などに散布したがいずれも効果は無かった。また1990年（平成2年）4月にも東京都内でボツリヌストキシンの大量散布を行ったが効果が無かった。最終的に、オウム真理教による生物兵器テロは一度も成功しなかった。